# امانوئل موریزی
امانوئل موریزی (انگلیسی: Emanuele Maurizii؛ زادهٔ ۲ فوریهٔ ۲۰۰۱) بازیکن فوتبال اهل ایتالیا است.